# スターモア化粧品
スターモア化粧品株式会社は、神奈川県藤沢市にある化粧品製造メーカーである。また通信販売、エステサロン開業支援、自立支援事業も行う。
1970年に創業後、スターモア化粧品シリーズの訪問販売をスタートさせた。2020年5月1日、湘南スターモア化粧品株式会社に商号変更。

## 事業内容
化粧品の製造販売、エステサロン開業支援、自立支援事業

## 概要
新製品の研究開発・試作・販売を自社の製造施設で行っている。

## 沿革
- 1970年 4月 - 全品コラーゲン配合のスキンケアシリーズ発売開始
- 2005年10月 - 化粧品製造業及び化粧品製造販売業の設備（GQP及びGVP）の承認と許可を取得。化粧品製造メーカーとして発足
- 2006年 2月 - 私募債発行（三菱東京UFJ銀行）
- 2014年10月 - 「湘南ブランド」シリーズ新発売を開始

## 主な商品
- 化粧水
- 乳液
- 美容液
- クリーム
- ファンデーション